# 蒙塔尔图富戈
蒙塔尔图富戈（義大利語：Montalto Uffugo），是意大利科森扎省的一个市镇。总面积78.43平方公里，人口20373人，人口密度259.8人/平方公里（2009年）。ISTAT代码为078081。